# Mattias Blom
Mattias Blom, född 19 december 1880 i Bjuråkers församling, Gävleborgs län, död 10 juni 1936 i Bjuråkers församling, Gävleborgs län, född och uppvuxen i Delsbo och senare bosatt i Bjuråker var en fiolspelman. 

## Biografi
Tillsammans med spelmän som Carl Sved och Erik Ljung "Kusen" förvaltade han en stor reportear norrhälsingelåtar främst från Dellenbygden, men även Nordanstig. Låtarna lärde han sig bl.a. av fadern med samma namn samt "Valsjötigern" (Olof Hansson "Tigern") och Hultkläppen. Spelmanstraditionen lever fortfarande genom Grubb Anders Jonsson, Sven Härdelin, Thore Härdelin (d.y.), Britt-Marie Swing, Hans-Olov Olsson och Johan Ask. 
Inspelningar av låtarna finns bland annat hos Svenskt visarkiv, Hälsinglands folkmusikarkiv och på musikalbumen, "Spelmanslåtar från Hälsingland", "Kniviga låtar tillägnade länsman i Delsbo", "Thore Härdelin som Hultkläppen" och "Bland Winblad och Tulpan". Sven Härdelin utformade en utförlig "låtskola" med en del av låtarna.